# StoneBridge
StoneBridge is het belangrijkste alter ego van de Zweedse producer Sten Hallström (1961). Hij is vooral bekend vanwege zijn hits Put 'em High (2004) en Take me Away (2005). Hij maakte de bekende versies van de hit Show Me Love (1993) van Robin S. Deep In You (1996) van Tanya Louise en The Girl You Lost To Cocaine (2007) van Sia. Hij is eigenaar van Stoney Boy Music en StoneBridge Recordings. 

## Biografie
Sten Hallström werd actief in de muziek in de jaren tachtig. Hij werkte met name voor het productieteam voor Denniz Pop. Daarbij was hij ook een van de oprichters van het label SweMix, het eerste Zweedse dancelabel. Daarop verschenen platen waarvan vooral die van Dr. Alban succes hadden. Voor Dr. Alban schreef Sten het nummer Hello Afrika (1990). Er verschenen ook geregeld remixen. In 1993 werd een remix van Sten van een wereldhit. Zijn versie van het nummer Show Me Love van zangeres Robin S. werd in vele landen een hit. In het gevolg daarvan produceerde hij voor haar de hit Luv 4 Luv en nog enkele tracks voor haar album. Hij produceerde ook het nummer Life, voor Jomanda. In 1996 werd zijn versie van Deep In You van Tanya Louise een bescheiden hit. Daarna bleef Sten Hallström vooral achter de schermen actief. Eind jaren negentig verliet hij SweMix om verder te gaan met zijn eigen labels Stoney Boy Music en StoneBridge Recordings. In 1999 was hij de producer achter het nummer Boy You Knock me Out van Tatyana Ali en Will Smith. 
In 2004 trad hij meer tot de voorgrond toen hij op Hed Kandi het album Can't Get Enough (2004) uitbracht. Het album stond in het teken van strak geproduceerde commerciële housemuziek. De platen Put 'em High (2004) en Take me Away (2005), die werden gezongen door voormalige Drömhus-zangeres Therese, werden hits. De single Freak on bevat een bijdrage van Ultra Nate. Hierna verschenen nog de albums Music Takes Me (2007) en The Morning After (2010). Deze waren minder succesvol. Wel een grote hit werd zijn remix van het nummer The Girl You Lost To Cocaine (2008) van Sia. Zijn remix voor het nummer Closer van Ne-Yo werd genomineerd voor een Grammy Award. In 2012 gebruikte Jason Derulo zijn loopje van Show Me Love voor zijn hit Don't Wanna Go Home. Daarvoor ontving hij een BMI Songwriter of the year award.
- Biblioteca Nacional de España: XX4724026
- International Standard Name Identifier: 0000 0001 2950 9562
- MusicBrainz: 2d106e1b-7718-4f52-ad02-48a0f571bc35
- Virtual International Authority File: 303143606
- WorldCat: E39PBJdrGrWRTkHFgXy8G6QTHC